# Quebrada La Justa
La  quebrada La Justa es un curso intermitente de agua que fluye en la Región de Atacama y desemboca en el océano Pacífico. Sus aguas alcanzan el mar solo en años lluviosos.

## Trayecto
La quebrada limita al norte con la cuenca del río Copiapó y por el sur la quebrada Totoral, sin considerar otras cuencas menores.

## Historia
Luis Risopatrón describe su origen en su Diccionario Jeográfico de Chile:
Justa (Aguada de la) 27° 40' 70° 30'. Es un pozo de 6 a 8 m de hondura, cayado en roca diorítica llena de rajaduras i grietas, da agua salobre i se encuentra en una espaciosa cañada, entre la sierra de Hornillos i el cerro Guias; a su alrededor existen varios ranchos de los copiapinos, que en la primavera vienen con sus majadas. 98, I, p. 182; i III, p. 85 i carta de San Román (1892); 130; 156; i 161; II, p. 104 i 363; de Doña Justa en 161, I, p. 2 i 3; i de Ña Justa en 98, III, p. 138.